# Ingrid Pedersen
Ingrid Pedersen (17 de abril de 1933 - 11 de setembro de 2012) foi uma aviadora sueco-americana. Ela foi a primeira mulher a voar sobre o Polo Norte.
Ingrid Elisabeth Liljegren nasceu em Estocolmo, na Suécia. Ela era filha de Sivert Roland Liljegren (1908-1975) e Maud Berg (1915-1982). Em 1957, Ingrid recebeu a sua licença de piloto privado na Suécia. Em 1958 ela casou-se com Einar Sverre Pedersen (1919-2008). Em 1962, a família mudou-se para Anchorage, Alasca, onde Einar Pedersen trabalhava como navegador da Scandinavian Airlines em voos intercontinentais.
Em 1963, com o marido como navegador, Ingrid Pedersen começou a pilotar uma aeronave Cessna 205 monomotor de Fairbanks, Alasca, sobre o Polo Norte geográfico e continuando para Bodo, Noruega. Ingrid e Einar emigraram para os Estados Unidos em 1979. Einar Pedersen morreu em 2008. Ingrid Pedersen morreu em 2012 em Anchorage, Alasca.